# Municipio de Kolls
El municipio de Kolls (en inglés: Kolls Township) es un municipio ubicado en el condado de Jones en el estado estadounidense de Dakota del Sur. En el año 2010 tenía una población de 13 habitantes y una densidad poblacional de 0,14 personas por km².

## Geografía
El municipio de Kolls se encuentra ubicado en las coordenadas 44°2′30″N 100°37′23″O / 44.04167, -100.62306. Según la Oficina del Censo de los Estados Unidos, el municipio tiene una superficie total de 92.14 km², de la cual 91,99 km² corresponden a tierra firme y (0,17 %) 0,16 km² es agua.

## Demografía
Según el censo de 2010, había 13 personas residiendo en el municipio de Kolls. La densidad de población era de 0,14 hab./km². De los 13 habitantes, el municipio de Kolls estaba compuesto por el 100 % blancos. Del total de la población el 0 % eran hispanos o latinos de cualquier raza.